# Ricardo Moniz
Ricardo Moniz (Rotterdam, 1964. június 17. –) holland labdarúgó, majd edző. 2012 augusztusától 2013 decemberéig a Ferencváros, 2022-től 2023-ig a ZTE vezetőedzője volt. 2024 óta a svájci Zürich vezetőedzője.

## Pályafutása

### Játékosként
Profi játékos pályafutása alatt öt klubban – FC Eindhoven, HFC Haarlem, RKC Waalwijk, FC Eeklo és Helmond Sport – fordult meg 1981 és 1993 között.

### Edzőként
Edzői pályafutása elején a Grasshoppers és a Tottenham csapatainál volt technikai edző,  de tevékenykedett a PSV Eindhoven utánpótlás képzésében is. A londoni csapatottól három szezont követően, 2008 májusában távozott.
2008. június 8-án került a német Hamburg gárdájához mint másodedző. A csapat vezetőedzője Martin Jol volt. 2010-ben már Bruno Labbadia irányította a hamburgiakat, aki a 2009–10-es bajnokságának vége előtt távozott, ezért az utolsó két fordulóban Moniz vezette a Hamburgot, egészen Armin Veh kinevezéséig.
2011. április 8-án nevezték ki az osztrák élcsapat, a Red Bull Salzburg élére. A 2011–12-es évad végén bajnoki címet, és kupagyőzelmet ünnepelhetett csapatával. A Red Bull akadémiai rendszerének köszönhetően az Egyesült Államokban, Brazíliában és Ghánában is edzősködött.
2012. augusztus 21-én jelentették be, hogy Moniz lesz a Ferencváros vezetőedzője. A csapatot négy forduló után, a kilencedik helyen vette át. A labdarúgás iránti elkötelezett, szenvedélyes stílusával hamar a szurkolók szeretetét is kivívta magának. A bajnokságot végül is a csapattal az 5. helyen zárta (3 ponttal lemaradva az Európa Liga indulást érő dobogóról), de megnyerte a Ligakupát.
2013. július 2-án a klub 2016 nyaráig meghosszabbította szerződését. A következő bajnokságot jól kezdte a csapattal, többek között megnyerve az Újpest FC elleni derbit is, 3-1 arányban.
Az ezt követő időszak már nem úgy sikerült, amit nagyban befolyásolt a csapat egyik labdarúgójának, Akeem Adams szívinfarktusa és halála.
2013. december 1-én, a csapat sikertelen szereplése miatt a Ferencváros szerződést bontott vele.
2014. március 27-én a lengyel Lechia Gdańsk vezetőedzője lett. A Lechiát a bajnokság negyedik helyére vezette, de 2014. június 4-én személyes okokból lemondott pozíciójáról, majd nem sokkal később az 1860 München vezetőedzője lett. Itt több vitatott döntést is hozott, többek között az akkor 18 éves Julian Weiglt nevezte ki csapatkapitánynak, de Király Gábor mellőzése miatt is sok kritika érte. 2014. szeptember 24-én a gyenge eredmények miatt menesztették.
2015. április 7-én az angol harmadosztályban szereplő Notts County-hoz írt alá hároméves szerződést.  2015. december 29-én menesztették, miután a Notts csak a 15. helyen állt a bajnokságban. 2016 júliusában az FC Eindhoven élére nevezték ki, de a 2016-17-es évad végén elhagyta a klubot.
2017. október 8-án a dán élvonalban szereplő Randers FC vezetőedzője lett. Három és fél hónap múlva menesztették.
2018 júniusában a szlovák AS Trenčín edzője lett. 2018 októberében távozott a csapattól.
2019. április 8-án az Excelsior csapatához került, annak reményében, hogy a bajnokság végeztével biztosan bennmaradnak az első osztályban. Ez végül nem jött össze, ugyanis 1 ponttal a Fortuna Sittard mögött lemaradva osztályozóra kényszerült, ahol a RKC Waalwijk csapata búcsúztatta 3-2-es összesítésben.
2020. január 29-én menesztették a kispadról.

## Sikerei, díjai

### Edzőként
- Red Bull Salzburg:
  - Osztrák Bundesliga győztes: 2011–12
  - Osztrák kupa győztes: 2012
- Ferencvárosi TC: 
  - Magyar ligakupa-győztes: 2013

## Statisztikái

### Vezetőedzőként
| Csapat            | Mikortól            | Meddig               | Eredményesség | Eredményesség | Eredményesség | Eredményesség | Eredményesség | Eredményesség |
| Csapat            | Mikortól            | Meddig               | M             | Gy            | D             | V             | Gy %          | Forrás        |
| ----------------- | ------------------- | -------------------- | ------------- | ------------- | ------------- | ------------- | ------------- | ------------- |
| Hamburger SV      | 2010. április 26.   | 2010. május 24.      | 3             | 1             | 1             | 1             | 33,33         | [ 33 ]        |
| Red Bull Salzburg | 2011. április 29.   | 2012. június 12.     | 62            | 37            | 14            | 11            | 59,68         | [ 34 ] [ 35 ] |
| Ferencváros       | 2012. augusztus 21. | 2013. december 1.    | 61            | 34            | 13            | 14            | 55,74         | [ 36 ] [ 37 ] |
| Lechia Gdańsk     | 2014. március 27.   | 2014. június 4.      | 10            | 5             | 3             | 2             | 50,00         | [ 38 ]        |
| 1860 München      | 2014. június 4.     | 2014. szeptember 24. | 8             | 2             | 3             | 3             | 25,00         | [ 39 ]        |
| Notts County      | 2015. április 7.    | 2015. december 29.   | 34            | 11            | 8             | 15            | 32,35         | [ 40 ]        |
| FC Eindhoven      | 2016. július 1.     | 2017. május 19.      | 40            | 16            | 8             | 16            | 40,00         | [ 41 ]        |
| Randers FC        | 2017. október 8.    | 2018. január 26.     | 9             | 3             | 1             | 5             | 33,33         |               |

## Fordítás
- Ez a szócikk részben vagy egészben  a   Ricardo Moniz című angol Wikipédia-szócikk ezen változatának fordításán alapul.  Az eredeti cikk szerkesztőit annak laptörténete sorolja fel. Ez a jelzés csupán a megfogalmazás eredetét és a szerzői jogokat jelzi, nem szolgál a cikkben szereplő információk forrásmegjelöléseként.